# Paul Kircheis
Paul Kircheis (* 24. Juli 1896 in Elberfeld, heute zu Wuppertal; † 11. November 1982) war ein deutscher Journalist, Beamter und sozialdemokratischer Politiker.

## Leben und Wirken
Kircheis war seit 1910 Mitglied der Sozialistischen Arbeiterjugend. Seit 1921 arbeitete er als Redakteur des sozialdemokratisch orientierten Volksblattes in Solingen. Außerdem engagierte er sich als Aufsichtsratsmitglied im örtlichen Spar- und Bauverein.
Nach dem Beginn der nationalsozialistischen Herrschaft wurde Kircheis Inhaftiert und wegen Hochverrats angeklagt. Im Jahr 1936 wurde er dafür zu 15 Monaten Gefängnis verurteilt. Während des Zweiten Weltkrieges war er von 1942 und 1945 Soldat und zeitweise in sowjetischer Kriegsgefangenschaft.
Nach dem Krieg war Kircheis beruflich zunächst Redakteur der Zeitung Rhein-Echo. Außerdem war er 1946 Mitglied der ersten Ernennungsperiode des ernannten Nordrhein-Westfälischen Landtages. Gleichzeitig war Kircheis seit 1946 Stadtverordneter und schließlich sozialdemokratischer Fraktionsvorsitzender im Stadtrat von Solingen. Zwischen 1952 und 1961 war er hauptberuflicher Beigeordneter des Wohlfahrtsdezernats der Stadt Solingen.
Nach Kircheis wurde in Solingen eine Straße benannt.